# Winsford, Somerset
Winsford är en by och en civil parish i Somerset i England. Orten har 321 invånare (2011). Byn nämndes i Domedagsboken (Domesday Book) år 1086, och kallades då Winesford/Winesforda.